# Oral
Oral (kazahă Орал, rusă Ура́льск, 1584—1775 Iaițk rusă Яицк) este un oraș din partea europeană de vest a Kazahstanul și centrul administrativ al provinciei Kazahstanul de Vest. Orașul se află pe râul Ural și ocupă partea de nord a Șesului Caspic. În anul 2012 populația orașului era de 271.900 de locuitori. Populația este alcătuită în cea mai mare parte din kazahi (54,63)%, ruși (38,14%), ucraineni (2,40%), tătari (2,05%).
Teritoriul total, care se supune akimatului orașului, inclusiv teritoriile rurale, este de aproximativ 700 km². Suprafața verde totală a orașului este de 6.000 de hectare. Orașul se întinde mai mult de 8 km de la sud la nord și aproximativ 20 km de la est la vest.

## Geografie
Oral se află pe malul drept a cursului mijlociu al râului Ural și pe malul stâng a cursul inferior al râului Ceagan, în câmpiile pitorești de stepă cu ravene înalte și abrupte ale râului. Afluentul drept al râului Ceagan, râul Derkul, curge alături de oraș și suburbia sa, satul Derkul. Altitudinea maximă, Svistun-gora (rusă Свистун-гора, în traducere „Muntele Șuierător”) se află între satele suburbane Zaceagansk și Kruglooziornoe.

### Climă
Clima orașului Oral este temperat-continentală cu ierni geroase de lungă durată și veri calde și uscate.
| Date climatice pentru Oral         | Date climatice pentru Oral | Date climatice pentru Oral | Date climatice pentru Oral | Date climatice pentru Oral | Date climatice pentru Oral | Date climatice pentru Oral | Date climatice pentru Oral | Date climatice pentru Oral | Date climatice pentru Oral | Date climatice pentru Oral | Date climatice pentru Oral | Date climatice pentru Oral | Date climatice pentru Oral |
| Luna                               | Ian                        | Feb                        | Mar                        | Apr                        | Mai                        | Iun                        | Iul                        | Aug                        | Sep                        | Oct                        | Nov                        | Dec                        | Anual                      |
| ---------------------------------- | -------------------------- | -------------------------- | -------------------------- | -------------------------- | -------------------------- | -------------------------- | -------------------------- | -------------------------- | -------------------------- | -------------------------- | -------------------------- | -------------------------- | -------------------------- |
| Maxima medie °C (°F)               | −6.5 (20,3)                | −6.2 (20,8)                | 0.4 (32,7)                 | 14.1 (57,4)                | 22.7 (72,9)                | 28.1 (82,6)                | 29.9 (85,8)                | 28.2 (82,8)                | 21.6 (70,9)                | 12.0 (53,6)                | 1.5 (34,7)                 | −4.7 (23,5)                | 11,8 (53,2)                |
| Media zilnică °C (°F)              | −10.4 (13,3)               | −10.6 (12,9)               | −4.1 (24,6)                | 7.9 (46,2)                 | 15.7 (60,3)                | 21.0 (69,8)                | 22.9 (73,2)                | 20.9 (69,6)                | 14.4 (57,9)                | 6.3 (43,3)                 | −2 (28,4)                  | −8.2 (17,2)                | 6,2 (43,2)                 |
| Minima medie °C (°F)               | −14.2 (6,4)                | −14.8 (5,4)                | −8.2 (17,2)                | 2.4 (36,3)                 | 8.8 (47,8)                 | 14.0 (57,2)                | 16.0 (60,8)                | 14.1 (57,4)                | 8.2 (46,8)                 | 1.9 (35,4)                 | −5.1 (22,8)                | −11.7 (10,9)               | 1,0 (33,8)                 |
| Minima istorică °C (°F)            | −43.1 (−45.6)              | −40.5 (−40.9)              | −35.2 (−31.4)              | −24.3 (−11.7)              | −6.8 (19,8)                | −1.1 (30)                  | 4.3 (39,7)                 | 0.4 (32,7)                 | −7.6 (18,3)                | −19.2 (−2.6)               | −32.6 (−26.7)              | −39.2 (−38.6)              | −43,1 (−45,6)              |
| Precipitații mm (inches)           | 28 (1.1)                   | 20 (0.79)                  | 23 (0.91)                  | 21 (0.83)                  | 29 (1.14)                  | 32 (1.26)                  | 43 (1.69)                  | 26 (1.02)                  | 28 (1.1)                   | 40 (1.57)                  | 29 (1.14)                  | 29 (1.14)                  | 348 (13,7)                 |
| Umiditate [%]                      | 83                         | 81                         | 81                         | 65                         | 55                         | 57                         | 58                         | 57                         | 61                         | 73                         | 83                         | 83                         | 70                         |
| Nr. mediu de zile ploioase         | 6                          | 4                          | 6                          | 9                          | 10                         | 11                         | 10                         | 9                          | 10                         | 11                         | 10                         | 7                          | 103                        |
| Nr. mediu de zile cu ninsoare      | 20                         | 16                         | 10                         | 2                          | 0.2                        | 0                          | 0                          | 0                          | 0                          | 3                          | 11                         | 18                         | 80,2                       |
| Ore însorite                       | 83.7                       | 121.5                      | 164.3                      | 228.0                      | 313.1                      | 303.0                      | 325.5                      | 294.5                      | 219.0                      | 136.4                      | 63.0                       | 65.1                       | 2.317,1                    |
| Sursa nr. 1: Pogoda.ru.net         |                            |                            |                            |                            |                            |                            |                            |                            |                            |                            |                            |                            |                            |
| Sursa nr. 2: Observatoul Hong Kong |                            |                            |                            |                            |                            |                            |                            |                            |                            |                            |                            |                            |                            |

## Orașe înfrățite
| Oraș          | Țară      |
| ------------- | --------- |
| Atîrau        | Kazahstan |
| Ploiești      | România   |
| Rostov-pe-Don | Rusia     |
| Ostrava       | Cehia     |